# Cobra Triangle
Cobra Triangle est un jeu vidéo de course et de combat de véhicules motorisés développé par Rare et publié par Nintendo pour la Nintendo Entertainment System (NES) en 1989. Le joueur contrôle un hors-bord au fil de 25 niveaux présentant divers objectifs, comme gagner des courses, sauver des nageurs ou désamorcer des bombes. Le jeu inclut aussi un système de bonus en jeu, et utilise une vision en perspective 3D isométrique, dont le défilement automatique suit les mouvements du joueur. Les frères Stamper ont conçu le jeu, tandis que David Wise en a composé la musique. Le magazine Computer and Video Games recommande vivement le jeu, et vante ses graphiques et son système de jeu. Des critiques relèvent plus tard la diversité de ses niveaux et remarquent des similitudes au niveau des graphismes avec un jeu précédemment développé par Rare, R.C. Pro-Am. Les sites IGN et GamesRadar+ placent Cobra Triangle parmi leurs meilleurs jeux pour NES et le considèrent comme représentatif de l’esthétique vidéoludique de l’époque. Le jeu apparaît également sur une compilation rétrospective sortie en 2015 par Rare sur Xbox One, Rare Replay.

## Système de jeu
Cobra Triangle est un jeu de course et de combat motorisé. Le joueur contrôle un hors-bord équipé de canons (pour attaquer d’autres bateaux). Les 25 niveaux de difficulté graduée présentent des objectifs variés : gagner des courses contre d’autres bateaux, sauver des nageurs ou désamorcer des bombes. Certains niveaux se terminent par un combat de boss. Lors des courses, le bateau doit éviter les bords de la rivière, et les obstacles au milieu de celle-ci, tout en battant un chronomètre. Le hors-bord peut attaquer ses concurrents, s’envoler grâce à des tremplins, et ramasser des power-ups pour améliorer ses armes ou sa vitesse. Au cours des courses à contre-courant, le joueur doit diriger son embarcation pour éviter les troncs d’arbres et les tourbillons. Les activités de déminage demandent au joueur de déplacer quatre bombes protégées vers un site de détonation. Dans un autre mode, le joueur doit détruire des bateaux de bandits avant qu’ils ne capturent les nageurs en les tirant vers les berges du lac ; tout nageur ayant dépassé la moitié de la distance entre le centre et le bord du lac devant être ramené individuellement. Le joueur perd une vie s’il échoue.
Cobra Triangle utilise une perspective 3D isométrique et son écran se déroule automatiquement lorsque le bateau avance.

## Développement
Cobra Triangle a été développé par Rare. Mark Betteridge ainsi Tim et Chris Stamper ont conçu le jeu, et David Wise s’est chargé de sa musique. Nintendo publie Cobra Triangle en juillet 1989. Il est par la suite inclus dans la compilation de trente jeux Rare pour la Xbox One sortie en août 2015, Rare Replay. Il devient ensuite disponible à partir du 4 juillet 2024 sur le service Nintendo Switch Online.

## Accueil
Parmi les critiques contemporaines, Jaz Rignall (Computer and Video Games) juge « convaincants » les graphismes, le système de jeu fluide et sa rejouabilité « addictive ». Le magazine recommande d’ailleurs le jeu. Mark Caswell (The Games Machine) s’estime frustré par les séquences de saut de cascades. Dans une critique rétrospective, Skyler Miller (AllGame) apprécie la diversité des niveauxu. Les critiques notent la similarité graphique avec R.C. Pro-Am,,, notamment en ce qui concerne l’angle de la caméra et le système de jeu. Brett Alan Weiss (AllGame) considère Cobra Triangle comme l’héritage de River Raid, sorti en 1982 pour l’Atari 2600. Comparativement, ces deux jeux présentent des séquences de combats de bateaux motorisés, tout en évitant la terre ferm. Cependant, la caméra de Cobra Triangle est isométrique plutôt que subjective, et le système de jeu est plus centré sur la course que sur le combat. IGN et GamesRadar+ citent Cobra Triangle parmi les meilleurs jeux sortis sur la NES. Ce dernier exprime « sa plus grande admiration » pour Cobra Triangle, et ce comparé au reste du catalogue de Rare. Ils estiment que le jeu a bien vieilli, et le considèrent comme caractéristique des jeux 8-Bit pour NES, avec ses combats isométriques, ses bonus et la variété des types de niveaux.